# Палій Андрій
Андрій Палій (1 грудня 1893 — 11 травня 1961) — український громадський та військовий діяч, кооператор, голова «Маслосоюзу». Поручник УГА.

## Життєпис

Дирекція Маслосоюзу у 1925 році. Зліва направо: Андрій Палій, Ольга Бачинська, Андрій Мудрик

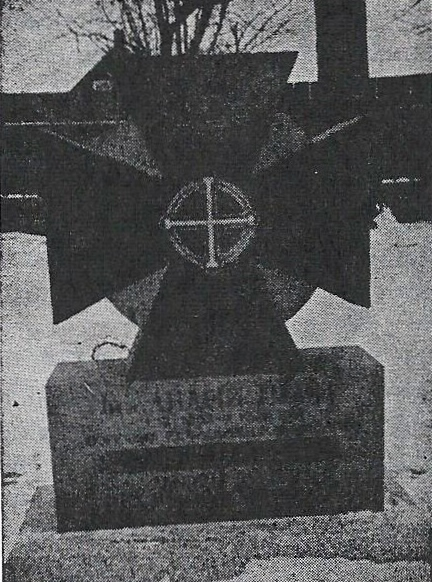
Могила поручника УГА Андрія Палія в Торонто.

Народився 1 грудня 1893 в селі Кривотули, повіт Товмач у ремісничій сім'ї Михайла та Юлії Паліїв.  З метою швидкого накопичення стартового капіталу для переїзду в одне із більших міст краю батьки Андрія на початку 1900-х виїхали на кількалітні заробітки до Північної Америки. Сам він залишився під опікою близьких родичів в Дрогобичі. Там закінчив початкову школу, після чого поступив до місцевої польської гімназії. По поверненні батьків з-за океану вся сім'я згодом перебралася до Станиславова. Вже у новому для себе місті в 1914 році Андрій Палій отримав атестат зрілості в ІІ Ц. К. державній польській гімназії.
Навесні 1915 року був мобілізований до лав 24 піхотного полку австрійської армії з осідком в Коломиї. В 1916 після закінчення старшинської школи відбув на італійський фронт Першої світової. Згодом воював і на російському фронті. Після розпаду Австро-Угорщини зголосився в перших днях листопада 1918 р. до УГА і в ранзі поручника був приділений до Гірської бригади, яка в часі польської офензиви перейшла до Чехо-Словаччини, де була інтернована.
Одержавши з табору студійну відпустку, у вересні 1919 р. розпочав агрономічні студії на чеській Політехніці в Празі, які закінчив у травні 1922 року. 
Восени 1923 року повернувся до Станіславова і тут після реорганізації Повітового Молочарського Союзу, стає його директором. З цього часу і майже до останніх літ життя віддав себе праці в споживчій кооперації. За часів його перебування в складі директорату «Маслосоюзу» підприємство вибилося на передові позиції серед подібних господарств міжвоєнної доби в Галичині.
У вільний від професійної діяльності час присвячував себе громадській праці в різних українських установах та організаціях. Іще з кінця 1920-х чимало літ був членом Ради, а відтак і членом президії «Ревізійного союзу Українських кооператив» у Львові, де гідно репрезентував молочарську кооперацію. Як фаховий інженер-агроном, цікавився діяльністю товариства «Сільський Господар», кілька років був секретарем його Головної Ради. Мав статус радника «Львівської хліборобської палати» — самоврядної господарської організації з координації та розбудови економічного життя краю. Входив до проводу «Спільноти Молочарських Союзів» у Варшаві, а також запрошувався Міністерством Хліборобства у якості державного експерта для оцінки якості виробництва масла та сирів. Також цікавився розвитком української промисловости. I коли у Львові виникла «Спілка Українського Нафтового Промислу», то не тільки став її членом, але й головою контрольної комісії. 
Водночас Андрій Палій проявив себе в організації широкої культурно-освітньої діяльності. Був заступником президента львівської митрополичої друкарні «Біблос», під дахом якої перебували всі міські українські католицькі видавництва. Виступав співредактором журналу «Кооперативне Молочарство», інколи дописував до «Кооперативної Республіки», «Господарсько-Кооперативного часопису» та газети «Діло». Був членом Наукового Товариства ім. Т. Шевченка, товариств «Просвіта» та «Рідна Школа». 
З огляду на захоплення ще у підлітковому віці руханкою, футболом, лижами, туризмом, Андрій Палій також  долучався до підтримки українського спортового руху в Галичині. Кілька років поспіль обирався заступником голови львівського гімнастичного товариства «Сокіл-Батько» та головою «Карпатського лещетарського клюбу». 
Тривалий час очолював у Львові товариство «Молода Громада» — єдину організацію українських комбатантів УГА та членів Армії УНР, які перебували в Галичині.
Після повоєнної еміграції до Німеччини також включився до громадського життя. Зокрема, став членом Українського технічного товариства. У 1948 році остаточно перебрався на постійне місце проживання до Канади. Спочатку працював рядовим працівником у молочарському підприємстві «Борден Компані» в Торонто, а протягом 1949-1951 рр. — в українській молочарні «Роджерс Дейрі». Також спробував організувати ефективне самостійне молочарське підприємство у формі спілки.
Від 1925 року перебував у шлюбі з Анною Палій (до шлюбу Паляниця). Дружина також вела активне громадське життя, була активісткою знаного жіночого товариства «Союз українок». У шлюбі в подружжя була єдина дитина — дочка Ліда Палій, котра стала знаною українською діаспорною літераторкою, художницею та мандрівницею.
Помер Андрій Палій 11 травня 1961 року в Едмонтоні. Похований у Торонто на цвинтарі «Проспект».